# BlackGEM

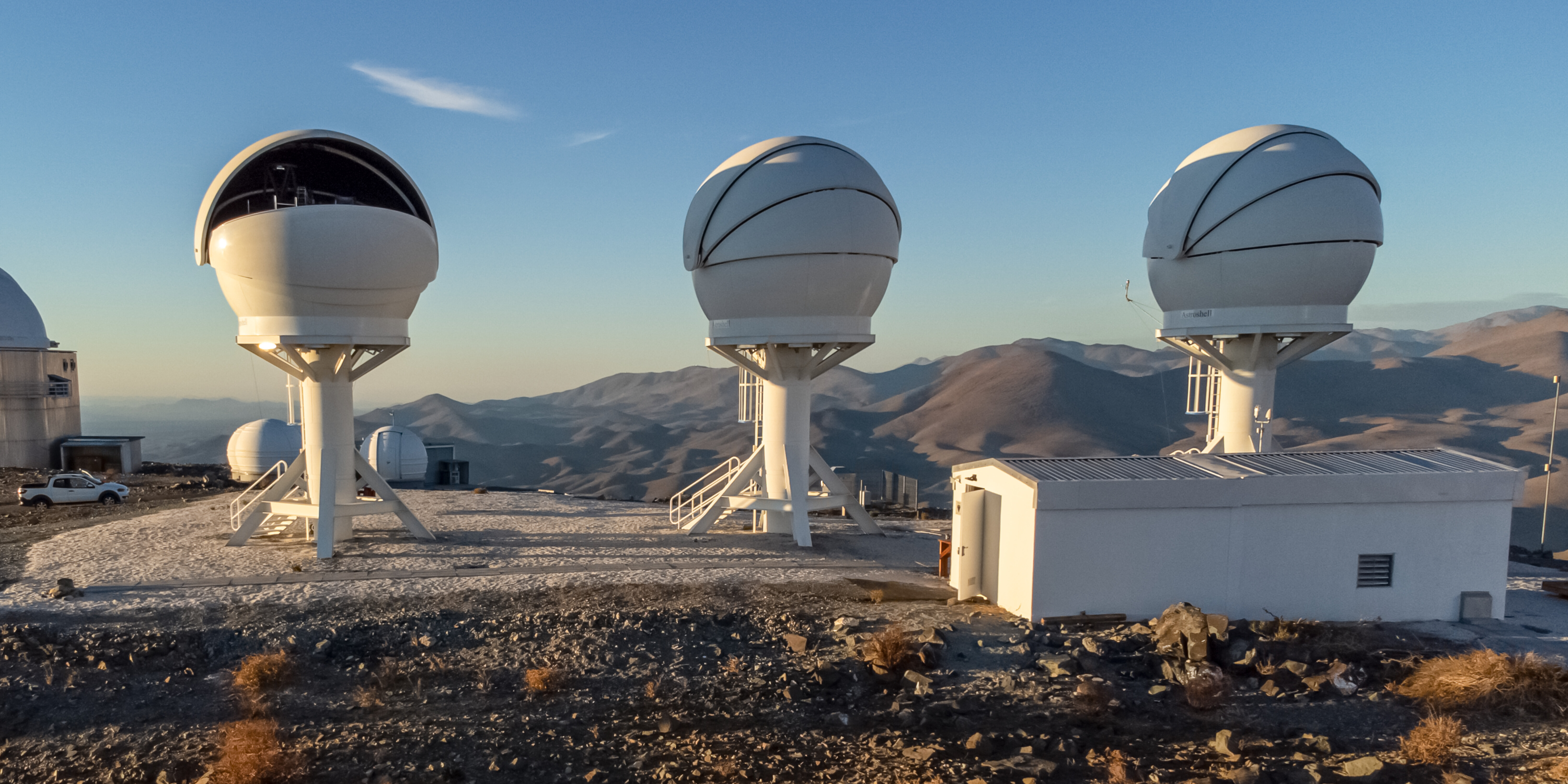
Drie BlackGEM telescopen op La Silla

BlackGEM bestaat uit een aantal optische telescopen op de sterrenwacht van La Silla in Chili. De telescopen zijn speciaal ontworpen om te speuren naar de optische tegenhangers van zwaartekrachtgolfbronnen die gedetecteerd worden met Virgo en LIGO. Hoofdonderzoeker van de reeks telescopen is de Nederlandse sterrenkundige Paul Groot. Op 10 januari 2024 werd BlackGEM officieel geopend door minister Robbert Dijkgraaf.

## Specificaties

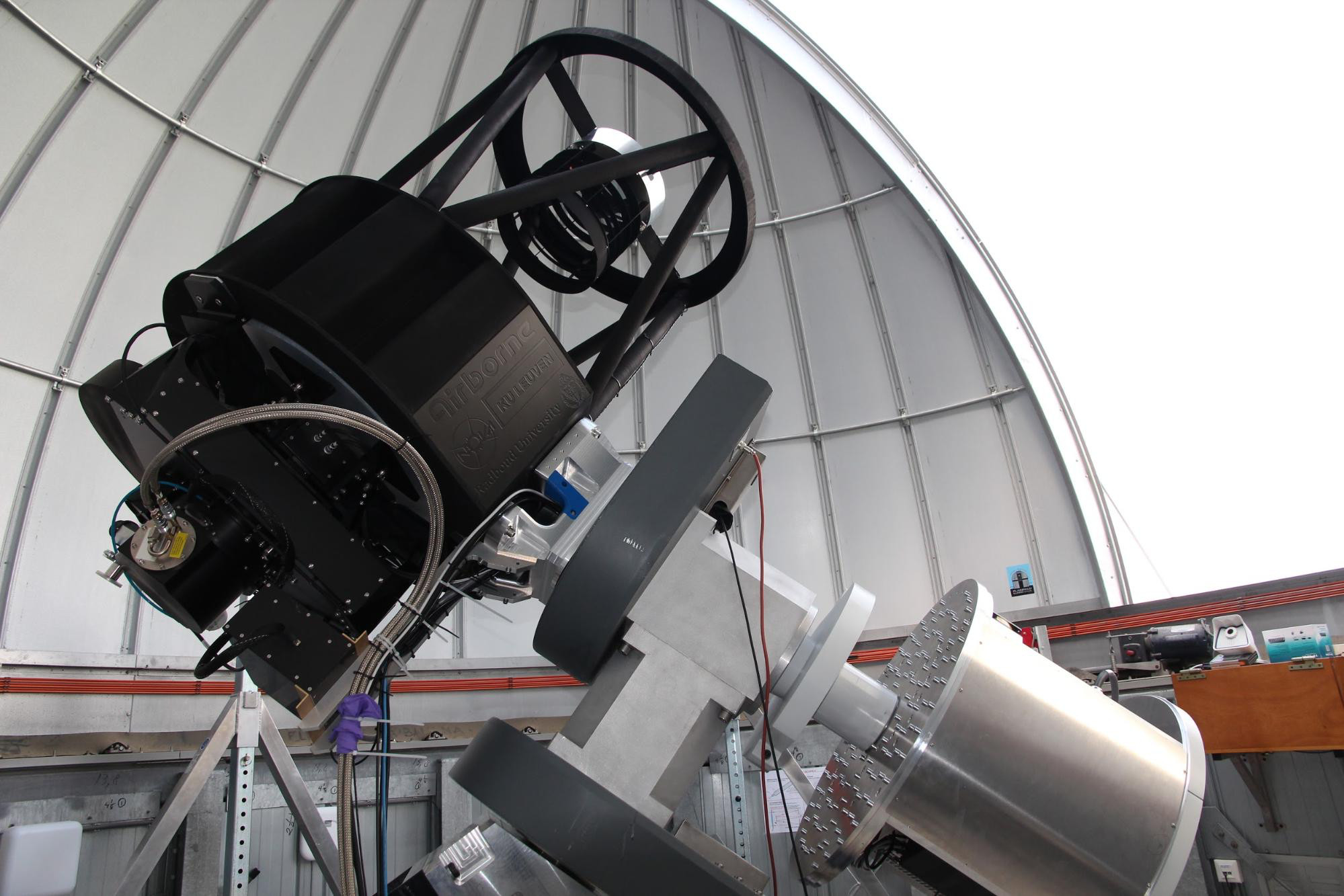
Prototype BlackGEM-telescoop in de koepel in Nijmegen, Nederland.

De eerste fase van de BlackGEM-array (eind 2019) bestaat uit drie telescopen van elk 65 cm in diameter. Mogelijk wordt de reeks telescopen later uitgebreid. Elke telescoop bevat een 110 megapixelcamera. De CCD meet 10.500 bij 10.500 pixels met een pixelgrootte van 9 micrometer. De brandpuntsafstand van de telescoop is f / 5.5. De telescopen hebben elk een gezichtsveld van 2,7 vierkante graden (1,64 × 1,64). Daarmee kan elke telescoop in een keer een gebied ter grootte van ongeveer dertien volle manen scannen.

## Onderzoek
BlackGEM gaat lichtflitsen zoeken die ontstaan bij samensmeltende zwarte gaten en neutronensterren.
Daarnaast gaan de telescopen de zuidelijke sterrenhemel in kaart brengen. Ook kijken ze naar zogeheten transients, snelle hemelverschijnselen die korter dan een dag duren.